# Owl (Marvel)
Owl (Ugglan) är en superskurk i Marvel Comics som i huvudsak är en motståndare till Daredevil, men har även slagits mot andra hjältar så som Spindelmannen och Black Cat. Han skapades av Stan Lee och Joe Orlando, och dök upp för första gången i Daredevil #3 (juni 1964).

## Fiktiv biografi
Leland Owlsley var en gång en framgångsrik finansman och investerare, tills hans kriminella kopplingar avslöjades av Internal Revenue Service. Efter det lämnade han sitt yrke och började ägna sig helt åt brottets bana. Han blev tack vare sin höga intelligens istället en framgångsrik mästerbrottsling och en av de stora brottskungarna i Förenta staterna. Han tog senare ett serum som muterade honom och gav honom övermänskliga krafter. Det gav honom utökad styrka, uthållighet, snabba reflexer, övermänsklig syn och hörsel, förmågan att glidflyga under kortare sträckor och rakbladsvassa huggtänder och klor.

## I andra medier
- Owl syns till i en cameo i 1994 års TV-serie av Spindelmannen i avsnittet "The Insidious Six" under brottskungarnas möte tillsammans med andra skurkar som Kingpin, Silvermane och Hammerhead.
- Owl dyker upp som en boss i ett TV-spel av Sega från 1995 som är baserat på 1994 års TV-serie av Spindelmannen.